# Musée national de Damas
Le musée national de Damas (المتحف الوطني بدمشق) est le principal musée archéologique de Damas et l'un des plus importants de Syrie. Il est situé dans les quartiers ouest de la ville, entre l'université de Damas et le complexe religieux de la Tekkiye du Sultan Selim.
Le clou des collections est la reconstitution de la salle d'assemblée de la synagogue de Doura Europos, avec son ensemble unique de fresques narratives. Le musée abrite également une partie du matériel découvert à Palmyre (reconstitution d'un hypogée).

## Histoire
Il fut construit en 1936 pour abriter les collections archéologiques nationales, rassemblées à partir de 1919. Le bâtiment fut rénové et agrandi en 1956 et 1975.
Jusqu’à la fin de la Première Guerre mondiale, la Syrie ne disposait d’aucun musée. Le musée de Damas a été fondé en 1919, un an avant l'établissement du Mandat français. Ainsi est-il aujourd’hui l'institution culturelle la plus ancienne de Syrie. Il s’est d'abord situé à Al-Madrasa Al-Adiliyeh, bâtiment historique de la vieille ville datant des XIIe et XIIIe siècles. Un nouveau bâtiment a été construit entre 1936 et 1979, qui est devenu ce qui est aujourd’hui le Musée National de Syrie. Depuis lors, les collections n’ont cessé de s’enrichir grâce aux découvertes venant de nombreuses fouilles archéologiques. Les objets ont été répartis chronologiquement : préhistoire, Orient ancien, antiquités grecques, romaines, byzantines, islamiques et art moderne.

## Guerre civile syrienne
Le musée a été fermé un an après le début de la guerre alors que la capitale, restée relativement à l'abri des bombardements, était devenue la cible de tirs rebelles de plus en plus fréquents. Le bâtiment a été légèrement endommagé par des tirs de mortier, mais la Direction générale des antiquités n’a pas cessé ses activités.
De crainte que le musée ne soit endommagé ou pillé, 300 000 objets ainsi que des milliers de manuscrits provenant de toute la Syrie ont été transférées dans des lieux protégés des incendies, bombardements et inondations. Les jardins du musée sont toutefois restés ouverts au public.
Le Musée national de Damas, fermé depuis 2012, a rouvert partiellement ses portes dimanche 28 octobre 2018.

## Collections
Le Musée national de Damas conserve des pièces uniques, comme les peintures murales restaurées de la synagogue de Doura Europos (IIIe siècle apr. J.-C.), l'hypogée de Yarhai de Palmyre (108 apr. J.-C.), ainsi que la façade et les fresques de la période omeyyade de Qasr Al-Heer Al-Gharbi (à 80 km au sud de Palmyre), qui remontent au VIIIe siècle. De nombreux autres artefacts historiques importants peuvent être trouvés dans diverses ailes, comme le premier alphabet du monde d'Ougarit et de nombreuses mosaïques de l'époque romaine.

### Préhistoire
La collection comprend des artefacts et restes humains de différentes périodes de l'âge de la pierre, notamment de la période néolithique, ainsi que des objets et découverts dans les bassins de l'Oronte et de l'Euphrate, et à Tell Ramad dans le sud-ouest de la Syrie.

### Syrie antique

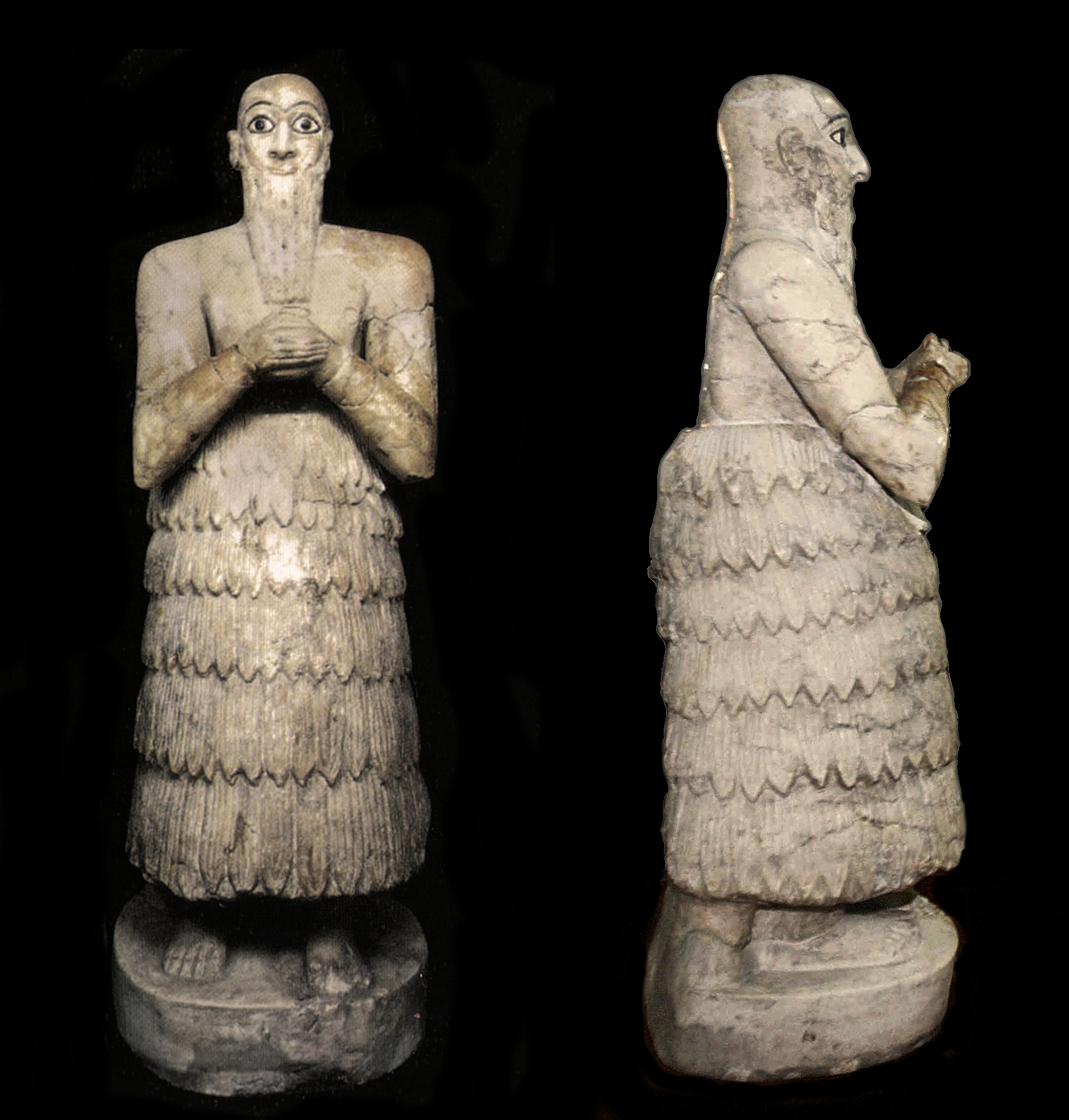
Statue du roi Iku-Shamagan, vers 2500 av. J.-C.,.

Des tablettes, sceaux cylindriques et amulettes proviennent de sites antiques comme Ebla, Mari, Ugarit, et des sculptures de Tell Halaf. La plus importante d'entre elles est une tablette cunéiforme ougaritaine, présentant le plus ancien alphabet existant au monde. Le musée abrite également la plus ancienne pièce de musique notée pratiquement complète connue.
Le musée conserve environ 5 000 tablettes cunéiformes. Elles proviennent principalement de :
- Tell Hariri (Mari) : environ 3 000 tablettes cunéiformes et fragments, appartenant aux catégories des textes scolaires, des contrats, des textes littéraires et des textes administratifs, et qui proviennent des nouvelles fouilles effectuées à Mari depuis 1998. Ils ont notamment été trouvés dans une maison privée au nord-est du palais royal. Ils datent des tout débuts de la période paléo-babylonienne. Le musée conserve également un certain nombre de tablettes provenant des fouilles anciennes (antérieures à 1998).
- Tell Mardikh (Ebla) : seulement 4 tablettes, datant de la période ED III ;
- Ras Shamra (Ugarit) : environ 1 500 tablettes qui datent de la période médio-babylonienne), dont 600 textes nouvellement trouvés dans la maison d'Urtenu et qui sont pour la plupart écrites en langue akkadienne ;
- Ras Ib Hani : 130 tablettes, d’époque médio-babylonienne, comparables à celles de Ras Shamra ;
- Tell Sabi Abyad : une seule tablette, qui date de la période médio-assyrienne ;
- Tell Taban (Tabatum), site qui se trouve à une vingtaine de kilomètres au sud de Al-Hassaké : environ 500 textes d’époque principalement médio‑assyrienne y ont été découverts par une équipe japonaise de l'Université Kokushikan de Tokyo.

### Périodes grecque, romaine et byzantine

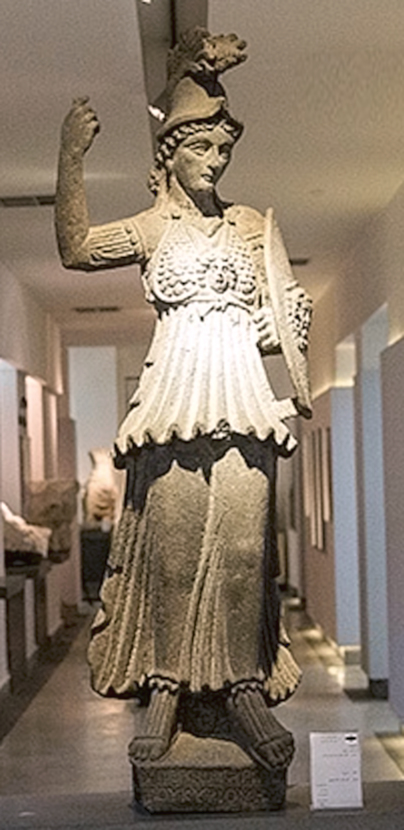
Minerve d'Al-Lat.

Cette aile contient de nombreux objets syriens classiques. Les expositions comprennent des sculptures, des sarcophages en marbre et en pierre, des mosaïques, des bijoux et des pièces de monnaie des périodes séleucide, romaine et byzantine. Les découvertes proviennent de sites comme Palmyre, Doura Europos, le mont Druze, et comprennent notamment de nombreux manuscrits et bijoux de l'époque byzantine, ainsi que des  textiles en soie et en coton de Palmyre, préservés par les sables du désert.
Parmi les expositions les plus importantes de l'époque classique, on compte la tombe souterraine palmyrénienne du IIIe siècle et l'hypogée de Yarhai, considéré comme l'un des meilleurs exemples de l'art funéraire palmyrénien. L'hypogée a été trouvé à l'origine dans la vallée des tombes de Palmyre et, après ses fouilles, a été transféré au musée en 1935. L'hypogée, qui date de 108 apr. J.-C., peut être atteint par la salle 15. Il y a aussi de nombreux morceaux de reliefs funéraires de Palmyre.

### Âge islamique
La façade d'un palais islamique a été déplacée et reconstruite comme entrée principale du musée. Une partie du contenu du palais se trouve dans le musée, notamment des sculptures. De nombreux objets en verre et en métal et des pièces de monnaie témoignent des différentes périodes de l'histoire de l'art islamique. Il existe également des inscriptions, allant de l'ère omeyyade à la période ottomane. Une autre salle montre une maison traditionnelle damascène du XVIIIe siècle, de la vieille ville de Damas.

### Art contemporain
Cette aile contient des œuvres contemporaines d'artistes de Syrie, du monde arabe et d'autres pays.

## Illustrations

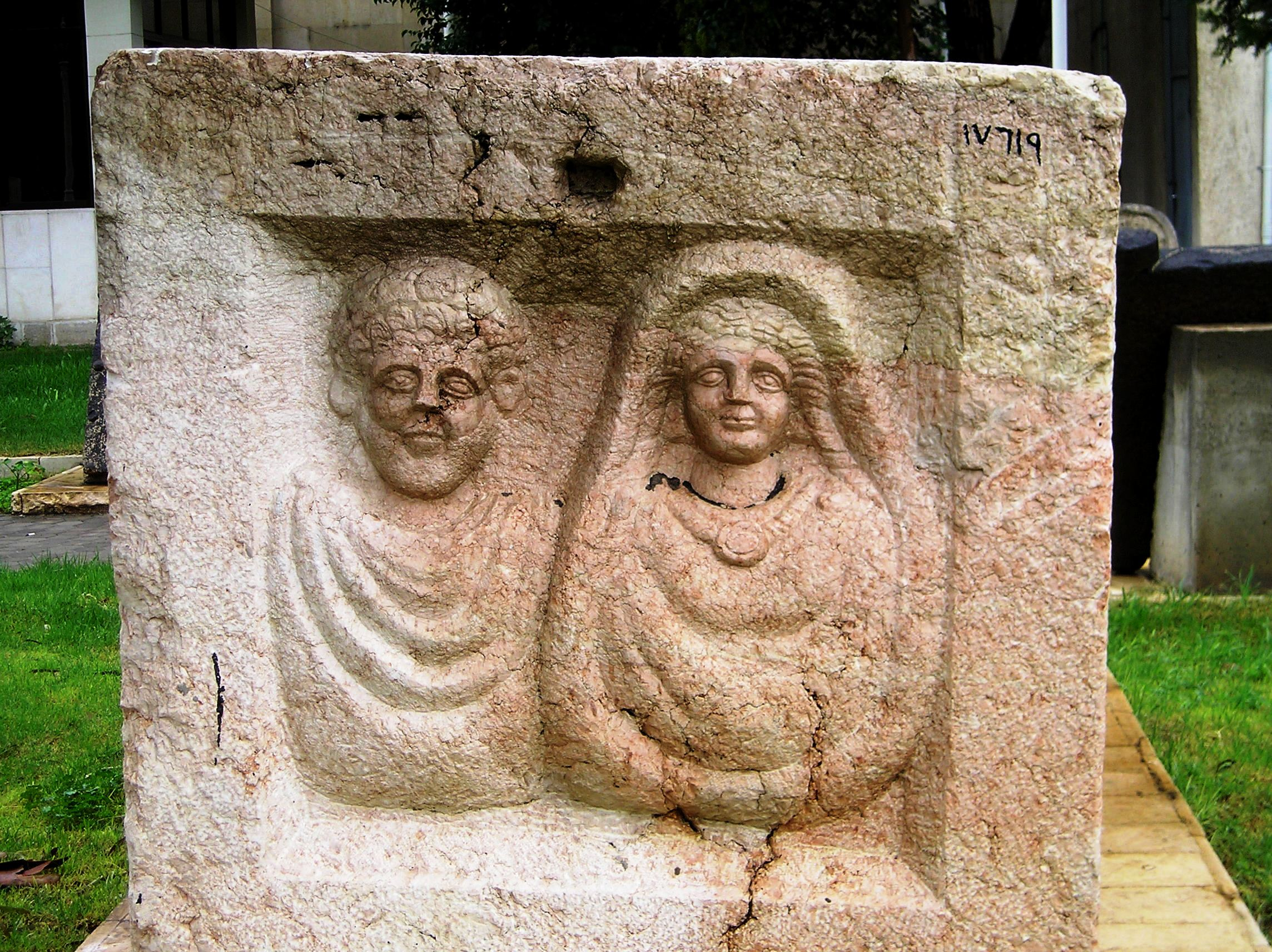
Stèle antique d'un couple en pierre
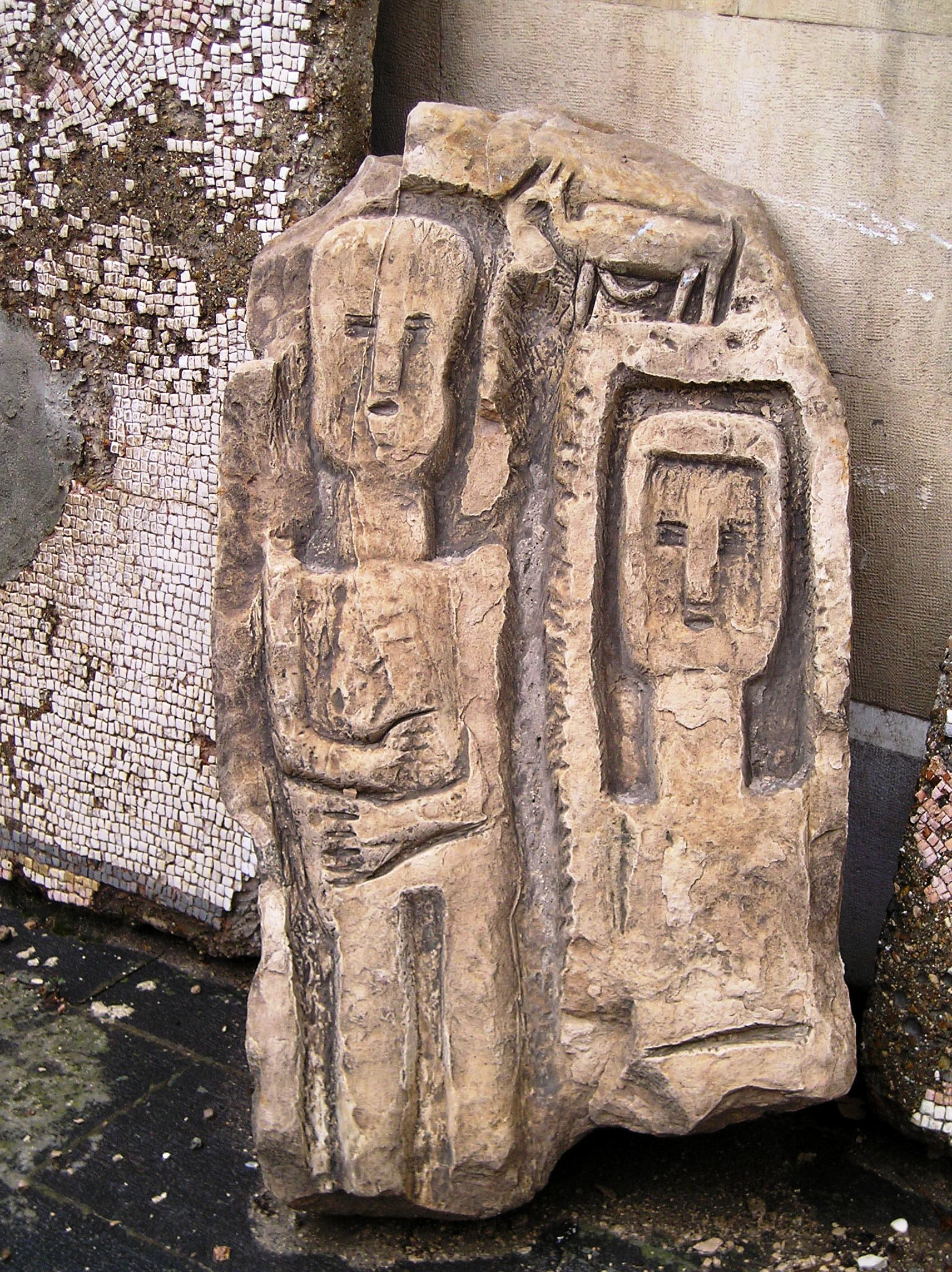
Bas-relief funéraire d'un couple
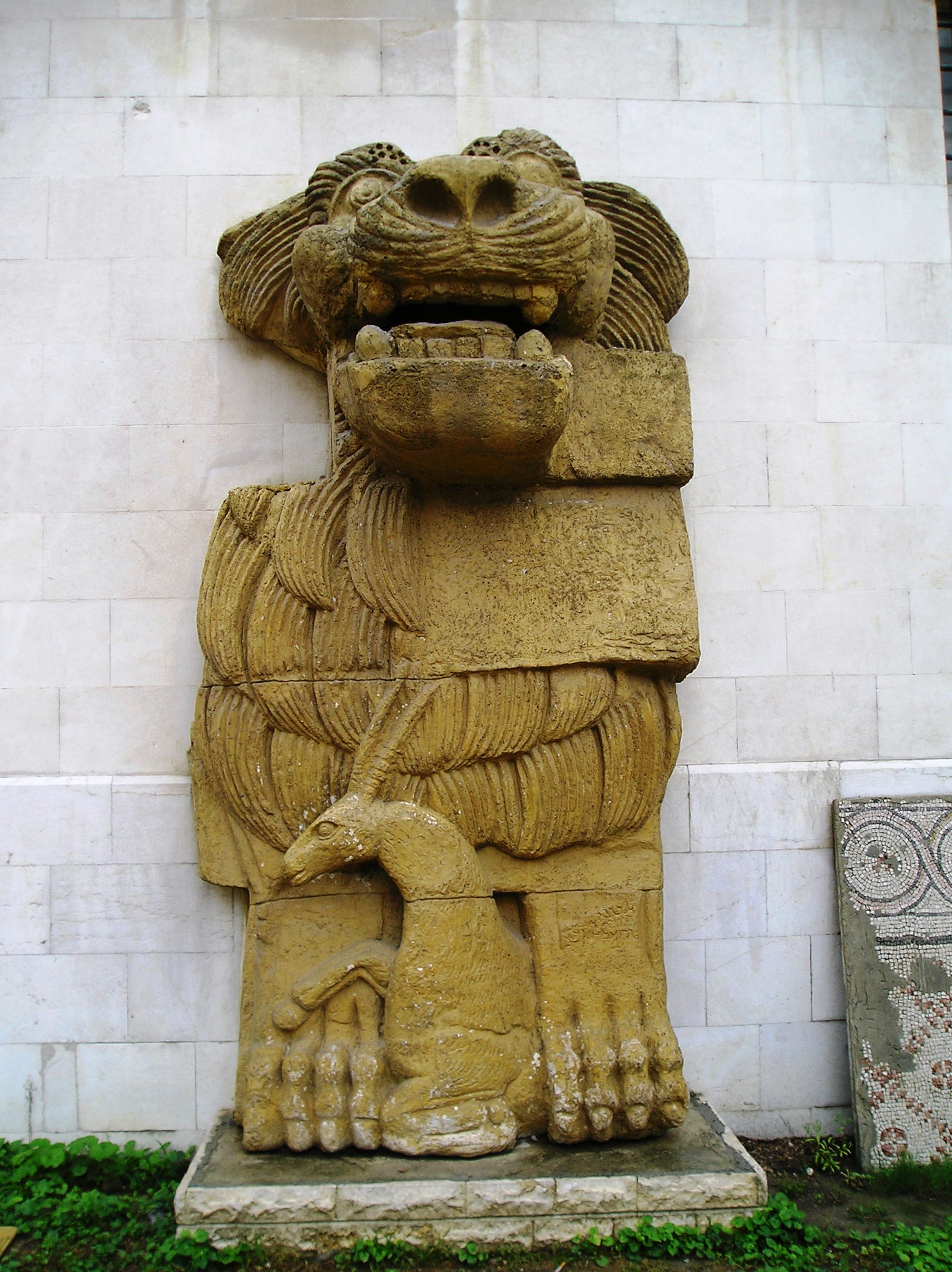
Lion de Palmyre
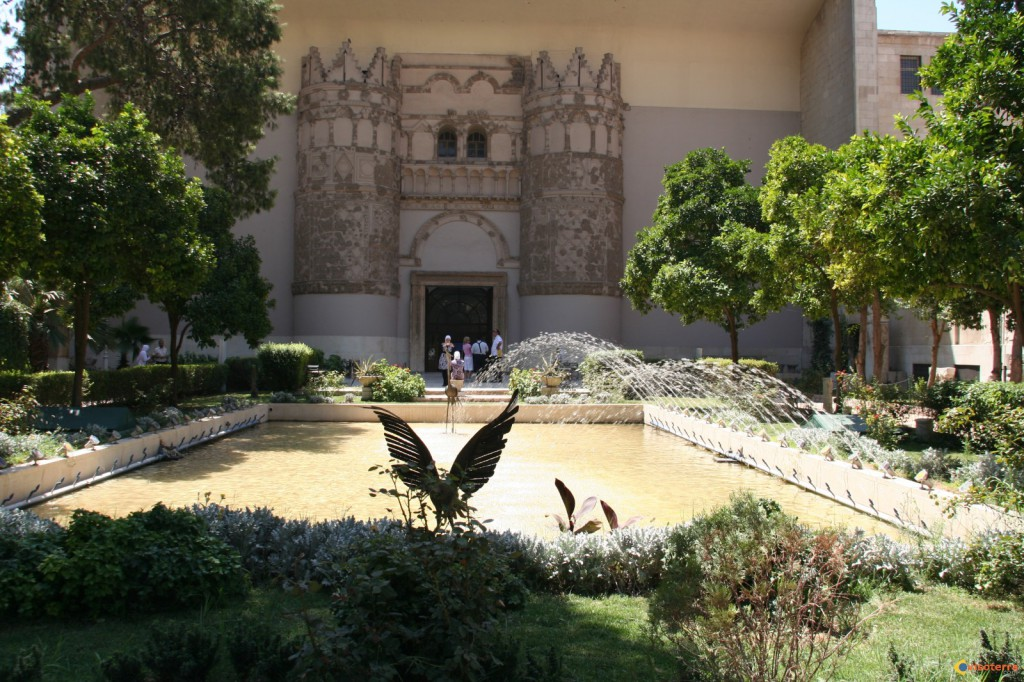
le jardin de musée national à Damas